# Ingo Brosch
Ingo Brosch (* 3. Januar 1969 in Stadthagen) ist ein deutscher Schauspieler. Er wurde vor allem durch seine Rolle als Kriminaloberkommissar Berthold in der RTL-Serie Die Wache einem größeren Publikum bekannt.

## Biografie
Nach Kirchenchor, Schultheater und Abitur nahm Ingo Brosch 1988/1989 Schauspiel- und Gesangsunterricht im HB Studio New York. Seine Ausbildung setzte er bis 1993 an der Hamburger Stage School of Dance and Drama fort; anschließend ließ er seine Stimme (einen hohen Bariton) bei verschiedenen Gesangslehrern weiter ausbilden.
Nach seinem ersten Engagement am Stadttheater Trier spielte er 1995/1997 am Theater Heilbronn in City of Angels und Kabale und Liebe. Weitere Fest- und Gastengagements in Drama und Musical folgten, unter anderem bei den Festspielen Bad Hersfeld und im Theater am Dom (Köln). 1999 hatte er Fernsehrollen in den ZDF-Produktionen Hotel Elfie und Die Biester; 2000 bis 2002 war er in Die Wache zu sehen, 2003 wieder im ZDF in Hallo Robbie! 2007/08 war er als Dr. Colbert in der ARD-Telenovela Rote Rosen zu sehen. Von Dezember 2008 bis Mai 2010 konnte man ihn im Theater des Westens in Berlin im Musical Der Schuh des Manitu in der Rolle des Bandenchefs Santa Maria sehen.
Mit der Sinfonietta der Universität Potsdam spielte er 2005 den Händel in Mögliche Begegnung der Herren Bach und Händel. Im selben Jahr trat er im Saalbau Neukölln (Berlin) in einer der seltenen deutschen Aufführungen von Gilbert & Sullivans satirischer Oper Die Piraten von Penzance auf. Er war in einigen Folgen von Anna und die Liebe als Theodor Freund zu sehen.
Von 2011 bis 2019 war Brosch am Meininger Staatstheater engagiert. Von 2018 bis 2019 war er in der englischsprachigen TV-Serie Find me in Paris, eine Koproduktion von ZDF, Disneychannel und HULU in der Rolle des Zeitreisenden Victor zu sehen.

## Filmografie (Auswahl)
- 1998–2000: Alphateam – Die Lebensretter im OP (Fernsehserie, 7 Episoden)
- 2000–2003: Die Wache (Fernsehserie, 34 Episoden)
- 2004: Hallo Robbie! (Fernsehserie, 1 Episode)
- 2005: Way of Khan (Kurzfilm)
- 2006–2012: Unser Charly (Fernsehserie, 2 Episoden)
- 2007: Inga Lindström: Die Pferde von Katarinaberg
- 2007–2008: Rote Rosen (Fernsehserie, 150 Episoden)
- 2013: Der Landarzt (Fernsehserie, 1 Episode)
- 2018–2019: Find Me in Paris (Fernsehserie, 15 Episoden)
- 2019: Zerschunden – Ein Fall für Dr. Abel (Fernsehfilm)
- 2020: Dunkelstadt (Fernsehserie, 1 Episode)
- 2020: Der Mann, der seine Haut verkaufte
- 2020: Erna at War (Stimme)
- 2020: Ohne Grenzen (Cellule de crise, Fernsehserie, 6 Episoden)
- 2021: OVNI(s) (Fernsehserie, 2 Episoden)
- 2022: Professor T (Fernsehserie, 1 Episode)